# 2016년 10월 이탈리아 중부 지진

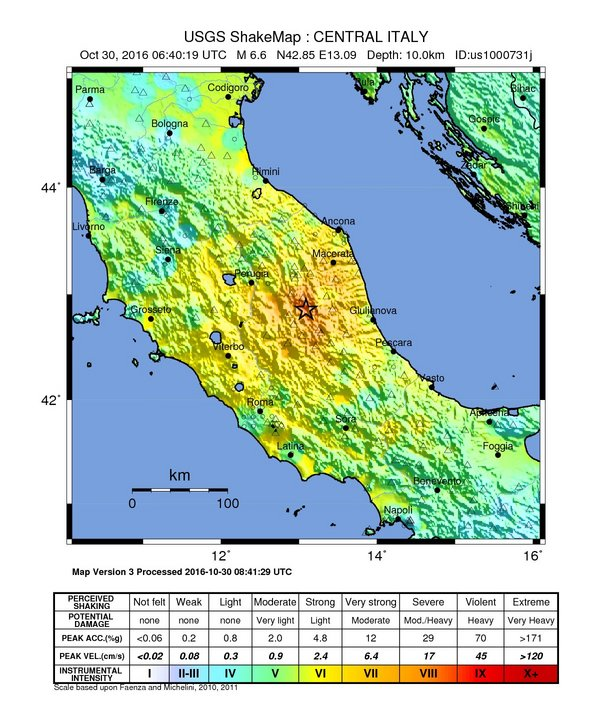

2016년 10월 이탈리아 중부 지진은 2016년 10월 30일 07시 40분 (CET) 이탈리아 중부 마르케주와 움브리아주 부근을 진원으로 발생한 리히터 규모 6.6의 지진이다. 또한 본진으로부터 4일 전인 10월 26일에도 이 지역을 진원으로하는 M5.5과 M6.1의 지진이 발생했다.

## 같이 보기
- 2016년 8월 이탈리아 중부 지진
- 2017년 1월 이탈리아 중부 지진
- 이탈리아의 지진 목록
- 2016년 지진